# Heteropeltis luctuosus
Heteropeltis luctuosus är en mångfotingart som beskrevs av Carl 1914. Heteropeltis luctuosus ingår i släktet Heteropeltis och familjen Chelodesmidae. Inga underarter finns listade i Catalogue of Life.